# 超級電容車

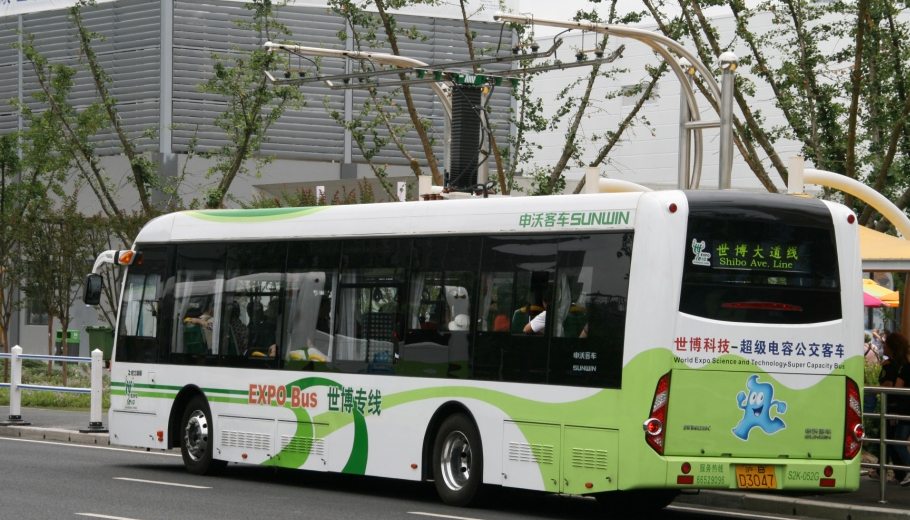
上海世博會期間一輛超級電容公交車在公交车站充电

超級電容車是一种使用超级电容器来储存电能的車輛。常見於公交車。早期應用於公交車領域的超級電容車儲電性能不佳、續航里程較短，中途需要多次充電。而現今公交車領域的超級電容車只需在公交車起點一次充电数分钟，續航里程就可達20至30公里，中途無需再充電。